# Ángel Viveros Gutiérrez
Ángel Viveros Gutiérrez es un político español miembro del Partido Socialista Obrero Español (PSOE). Fue alcalde de Coslada entre 2007 y 2011 y actualmente en el cargo desde 2015. Tiene 66 años de edad, está casado y tiene dos hijas. Es natural de Córdoba, aunque reside en Coslada desde el año 1961. 

## Vida política
Técnico en Infraestructuras y Mantenimiento Industrial, en la actualidad es Responsable en Producción y Realización de Eventos. Afiliado a UGT desde 1990, ha desempeñado diferentes cargos en las Secciones Sindicales de FES-UGT. Lleva militando en la Agrupación Socialista de Coslada desde al año 1986. En el año 2000 fue elegido miembro del Comité Regional del PSM y desde 2004 es el Secretario General de los Socialistas de Coslada. El 20 de noviembre de 2007 resulta elegido vicepresidente de la Federación Madrileña de Municipios en el nuevo ejecutivo constituido en la VII Asamblea General de este organismo. El 7 de septiembre de 2008 en el XI Congreso del PSM es elegido miembro de la Comisión Ejecutiva Regional del PSM-PSOE (Partido Socialista de Madrid).
En 2007, tras las elecciones locales del 27 de mayo, fue investido alcalde de Coslada con el apoyo de los concejales del PSOE, IU y la Plataforma de Izquierda.
Similarmente, en 2015, tras las elecciones locales del 24 de mayo, se convirtió de nuevo en alcalde del municipio, pasando a gobernar este en virtud a un acuerdo de investidura alcanzado con Somos Coslada.
Fue investigado por la supuesta destrucción del yacimiento arqueológico El Calvario